# 고멘나사이
고멘나사이는 공포 영화다. Buono!의 멤버들이 주연으로 나온다. 주제곡도 Buono! 멤버들이 부른다.

## 줄거리
문자를 이용해 상대를 죽이는 공포영화다. 보노!의 멤버 전부를 주연으로 내세웠으며 저예산에 소재도 괜찮았으나 뒷심부족인 영화다.

## 출연

### 주연
- 스즈키 아이리
- 츠구나가 모모코
- 나츠야키 미야비
- 코미야 아리사